# Kirysek nadobny
Kirysek nadobny, kirysek złoty (Gastrodermus elegans) – gatunek słodkowodnej ryby sumokształtnej z rodziny kiryskowatych (Callichthyidae). Gatunek typowy rodzaju Gastrodermus.

## Opis

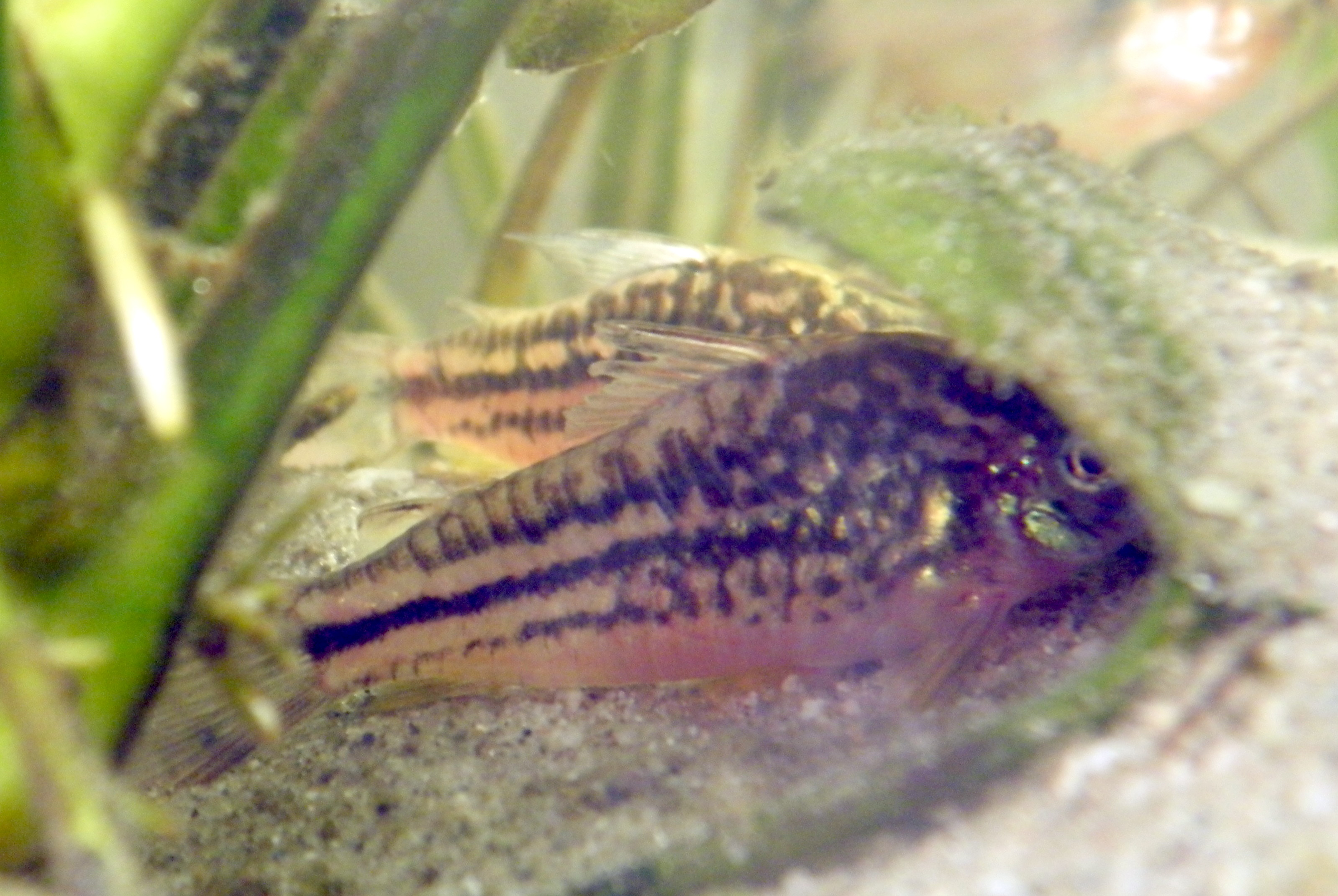

Dorasta do ok. 5 cm długości. Ciało białawe, przepasane mniej lub bardziej rozmazanym czarnym pasem ciągnącym się od tylnej części głowy do nasady ogona. Pas często przecięty jest przez jasną smugę, natomiast na jego przodzie może obecny być szereg ciemnych cętek. Głowa najczęściej pokryta niewyraźnymi, ciemnymi plamkami. Samice większe i pełniejsze od samców. Ponadto, ubarwienie samców ma być żywsze od samic, a na ich płetwach grzbietowych jawić się czarne smugi.

## Biologia
Żyją gromadnie w rzekach i leśnych strumykach o piaszczystym podłożu. Przegrzebują detrytus w poszukiwaniu pożywienia w postaci larw owadów, wodnych skorupiaków czy resztek roślinnych. Składają jaja na wierzchniej stronie liści roślin wodnych oraz na ich korzeniach. 

## Występowanie
Występuje pospolicie w zachodnim basenie Amazonki. Notowany m.in. wodach Javari czy Ukajali w Peru, Aguarico i Napo w Ekwadorze oraz w brazylijskim Solimões. 

## W akwarium
Podobnie jak inne gatunki kirysków, kirysek nadobny jest popularną rybą akwariową o spokojnym usposobieniu. Koniecznie musi być utrzymywany w grupie liczącej co najmniej 6 osobników w zbiorniku z zapewnioną otwartą przestrzenią do pływania. Jako podłoże najlepiej sprawdzi się piach. Akwarium należy także wyposażyć w korzenie, kawałki drewna czy inne elementy dekoracyjne, zapewniające rybom schronienie. Mogą być trzymane z innymi kiryskami, małymi kąsaczowatymi, zbrojnikami czy pielęgnicami, a także z większymi gatunkami o łagodnym temperamencie.